# NGC 6011
NGC 6011 في الفهرس العام الجديد، هي مجرة، تقع في كوكبة الدب الأصغر. اكتشفت في 16 مارس 1785 بواسطة ويليام هيرشل.

## روابط خارجية
- NGC 6011 على موقع ويكي سكاي: DSS2, SDSS, GALEX, IRAS, Hydrogen α, X-Ray, Astrophoto, Sky Map, Articles and images